# Paradioxys ruyanensis
Paradioxys ruyanensis är en biart som beskrevs av Baker 1998. Paradioxys ruyanensis ingår i släktet Paradioxys och familjen buksamlarbin. Inga underarter finns listade i Catalogue of Life.